# Керр, Уилли
Уи́лли Керр (англ. Willie Kerr) — шотландский кёрлингист.
В составе мужской сборной Шотландии участник двух чемпионатов мира (лучший результат — четвёртое место в 1973). Двукратный чемпион Шотландии среди мужчин.
Играл на позиции первого.

## Достижения
- Чемпионат Шотландии по кёрлингу среди мужчин: золото (1973, 1975).

## Команды
| Сезон   | Четвёртый        | Третий           | Второй        | Первый     | Турниры                      |
| ------- | ---------------- | ---------------- | ------------- | ---------- | ---------------------------- |
| 1972—73 | Алекс Ф. Торранс | Алекс А. Торранс | Том Макгрегор | Уилли Керр | ЧШМ 1973 · ЧМ 1973 (4 место) |
| 1974—75 | Алекс Ф. Торранс | Алекс А. Торранс | Том Макгрегор | Уилли Керр | ЧШМ 1975 · ЧМ 1975 (5 место) |

(скипы выделены полужирным шрифтом)